# Baby Looney Tunes
Baby Looney Tunes è una serie animata statunitense prodotta da Warner Bros. Television Animation nel 2002 e composta da 53 episodi divisi in 4 stagioni. Questa serie è un reboot, spin-off e prequel della serie Looney Tunes in quanto narra le vicende degli stessi personaggi ma nel periodo infantile.
La sigla di apertura italiana è una versione tradotta di quella originale ed è cantata da Monica Ward, doppiatrice di Lola Bunny nella prima stagione, direttrice del doppiaggio della serie e narratrice dei titoli.
Le versioni italiane delle canzoni sono prodotte da Aidan Zammit, con gli adattamenti dello stesso, e cantate da Zammit, Monica Ward e Desiree Petrocchi.
Nel 2003, dopo la trasmissione della prima stagione, fu distribuito il film direct-to-video Baby Looney Tunes: Una straordinaria avventura.

## Trama
Mentre la prima serie mostra i personaggi Looney Tunes da bambini giocare insieme sotto l'occhio premuroso di nonna Granny, nella seconda, in cui continuano ad essere bambini, vanno con lo zio Floyd in diversi luoghi in cui vivono numerose avventure; molto spesso scoprono tutti insieme qualcosa di nuovo o hanno dei dissidi che puntualmente si risolvono alla fine di ogni puntata.

## Episodi

### Prima stagione
1. "Taz nel paese dei balocchi" - "Festa a sorpresa"
2. "Caccia alla copertina" - "Nato per nuotare"
3. "Evviva la scuola" - "Il coraggio del capo"
4. "I biscotti della nonnina" - "Una scatola per quattro"
5. "Ora dopo ora" - "Giocare per gioco"
6. "Daffy il testardo" - "Quella peste di Silvestro"
7. "Gioco di squadra" - "Chi la fa l'aspetti"
8. "Super-Titti l'impavido" - "Le olimpiadi della pozzanghera"
9. "Tutti come Lola" - "La festa della mamma"
10. "Caccia grossa" - "Una finta fatina"
11. "Taz, il Tornado" - "Il pupazzo di neve"
12. "L'amico segreto" - "Natale in luglio"
13. "Le filastrocche di Daffy" - "Il club Daffy"
14. "I fiori della nonnina" - "La paura di Silvestro"
15. "Un genio igienico" - "La diretta indiretta"
16. "L'omino del sonno" - "Passo passo, poco a poco"
17. "Se non ti lavi, non giochi" - "Amici come prima"
18. "Silvestro a canestro" - "Clown per caso"
19. "La musica più bella che esiste" - "Incontri del terzo tipo"
20. "Cadendo si impara" - "I due soci"
21. "Un attacco di altruismo" - "C'era una volta"
22. "Il taglio di capelli" - "Mettere in ordine, che fatica!"
23. "Bugie pericolose" - "Al lupo! Al lupo!"
24. "Una puzzola di troppo" - "La magia della primavera"
25. "Una brutta parola" - "Chi non lavora non mangia"
26. "Il numero sbagliato" - "Le scatole di cereali"
27. "Le buone maniere" - "Il mega-gelato"
28. "Un passatempo per Petunia" - "Il contagio del capriccio"
29. "Spiritosa per forza" - "Pandemonio per interesse"
30. "Paura del nuovo" - "Voglia di coccole"
31. "Nonna per un giorno" - "Non si fa la spia!"
32. "Scherzi pericolosi" - "Frottole a ripetizione"
33. "Rubando si impara" - "Daffy non finisce mai niente"
34. "Melissa l'eroina" - "Gli amici immaginari"
35. "Il piccolo Titti" - "Fidatevi di me"
36. "Cetrioli al cioccolato" - "La partita a hockey"
37. "Una maxi foresta" - "Disordine che passione"
38. "Una foto da ricordare" - "Paura di traslocare"

### Seconda stagione
1. "Tutti insieme al supermercato" - "Opere d'arte"
2. "Un fuori campo per la vittoria" - "La rivincita di Titti"
3. "Elmer, il prepotente" - "Facile come andare in bicicletta"
4. "La poltrona della nonna" - "Vaccino anti-influenzale"
5. "Il viaggio spaziale" - "La nonna avrà un bambino"
6. "Torniamo nel 18º secolo" - "La notte di Halloween"
7. "Il festival dell'aglio" - "Salvate la nostra cannella"
8. "Luci! Motore! Titti!" - "Dietro le quinte"
9. "Segna, Petunia!" - "Troppi galli"
10. "Il tempo delle mele" - "Tutti al minigolf"
11. "Una tartaruga di nome Myrtle" - "Niente di meglio di un bel libro"
12. "La bambola sparita" - "Il papero ribelle"
13. "In visita all'orto botanico" - "La caserma dei pompieri"

## Personaggi
- Bugs Bunny - È un coniglio ed è il bambino più grande anche se solo di due mesi. Inseparabile dalla controparte femminile Lola Bunny. Ama le carote e vuole essere considerato il "capo". È doppiato in inglese da Sam Vincent e in italiano da Sergio Luzi.
- Daffy Duck - È un anatroccolo nero a volte divertente a volte dispettoso ed egoista, ma pur sempre obbediente. È il migliore amico di Bugs Bunny, seppure si trovino spesso a discutere. È doppiato in inglese da Sam Vincent e in italiano da Alessio De Filippis.
- Lola Bunny - È una cucciola di lepre gialla e bianca ed è inseparabile da Bugs Bunny. È la più responsabile del gruppo, ma certe volte sa anche essere davvero molto prepotente ed altezzosa con gli altri. È doppiata in inglese da Britt McKillip e in italiano da Monica Ward nella prima stagione e da Ilaria Giorgino nella seconda.
- Taz - È un cucciolo di diavolo della Tasmania, mangia tutto quello che trova davanti e ha un appetito insaziabile. Taz è maniacalmente affezionato al suo giocattolo Conan, un cavernicolo che si muove a radiocomando ed è quello più sensibile che tende spesso al pianto. Fa sempre giri da tornado. È doppiato in inglese da Ian James Corlett e in italiano da Leonardo Graziano.
- Silvestro - È il gattino nero e bianco dei Looney Tunes. In questa serie, al contrario di quanto accade nella serie adulta, non è affatto avverso nei confronti di Titti, pertanto non è un antagonista. È il più fifone del gruppo e il più abitudinario, in quanto non vuole provare mai qualcosa di nuovo. È doppiato in inglese da Terry Klassen e in italiano da Davide Perino.
- Titti - È un canarino ed è molto simile alla sua versione adulta. In un episodio viene considerato il più piccolo dai suoi amici. È doppiato in inglese da Sam Vincent e in italiano da Ilaria Latini nella prima stagione e da Perla Liberatori nella seconda.
- Petunia Pig - È una maialina rosa molto obbediente e ordinata, seppure spesso non attiri l'attenzione degli altri a causa della sua timidezza. È la migliore amica di Melissa Duck. Non è presente in ogni puntata. È doppiata in inglese da Chiara Zanni e in italiano da Beatrice Margiotti.
- Melissa Duck - È una papera gialla, migliore amica e inseparabile da Petunia. È piuttosto baronica, dato che per attirare l'attenzione su di sé spesso inventa bugie o si prende gioco dei suoi amici. In un episodio fa coppia con Daffy per fare brutti scherzi agli altri. Non è presente in ogni puntata. È doppiata in inglese da Janyse Jaud e in italiano da Francesca Manicone.
- La nonna - Con il nome proprio Emma Webster la nonna è un'anziana e coraggiosa signora di 74 anni sempre affettuosa con tutti i suoi bambini. Negli episodi "Il numero sbagliato" e "Salvate la nostra cannella" della prima e seconda stagione ha una sorella pasticciera. È doppiata in inglese da June Foray e in italiano da Monica Bertolotti.
- Floyd Minton – Nipote della nonna apparso solo nella seconda stagione. A volte è sopraffatto dalla responsabilità che ha sui bambini, ma è determinato a non deludere la nonna. Spesso tiene d'occhio uno dei bambini in ogni episodio. È doppiato in inglese da Brian Drummond e in italiano da Alberto Bognanni.

La serie mostra versioni infantili anche dei personaggi di Porky Pig, Taddeo, Yosemite Sam, Willy il Coyote e Beep Beep, Foghorn Leghorn ("Crestino Chiccoricco"), Prissy, The Barnyard Dog, Pepé Le Pew, Gossamer, Ettore e Marvin il Marziano durante le sequenze musicali, ma solo alcuni di questi sono effettivamente apparsi durante gli episodi.

## Trasmissione
La prima serie originalmente fu trasmessa dal 6 settembre 2002 su Kids' WB, mentre la seconda fu trasmessa dal 15 agosto 2004 su Cartoon Network per essere in seguito replicata sempre da Cartoon Network e anche da Boomerang. In Italia venne trasmessa su Italia 1 dal giugno 2003 e in seguito replicata da Rai Due, Boomerang, Boing e Cartoonito. Durante le prime visioni su Italia 1 e le repliche di Rai Due, Boomerang e Boing, e, fino al 2017, anche su Cartoonito, ogni puntata comprendeva due parti e una canzone. A partire dal 2017, quando gli episodi sono stati replicati su Cartoonito, la canzone che serviva come intermezzo viene rimossa, montando i titoli di testa all'inizio della prima parte e quelli di coda alla fine della seconda parte.